# Center for Internet Security
Das Center for Internet Security (CIS) ist eine Nichtregierungsorganisation (NGO) mit dem Ziel, die zunehmend vernetzte Welt zu einem sichereren Ort zu machen. Dabei werden Best Practice Lösungen zum Thema IT-Sicherheit entwickelt und Unternehmen und Regierungen zu dem Thema miteinander vernetzt.
Besondere Beachtung finden dabei die sogenannten Benchmarks, thematische Zusammenstellungen von Anweisungen und Tipps, um spezifische Computersysteme im Rahmen eines Einsatzes im Internet gegen Bedrohungen abzusichern. Die Verwaltung der 2000 gegründeten Organisation befindet sich in East Greenbush, New York.

## Benchmarks
Die öffentlich verfügbaren Benchmarks des CIS geben Administratoren und technischem Personal konkrete Handlungsanweisungen zur Hand, um Systeme abzusichern. Der Schwerpunkt der Anweisungen liegt dabei auf technischen Maßnahmen, es werden aber auch organisatorische Aspekte mit einbezogen. So enthält zum Beispiel der Benchmark CIS Debian Benchmark v1.0.0 sowohl den Vorschlag, die Debian-Security-Nachrichten regelmäßig zu prüfen, als auch konkrete Befehle, um den Dienst ssh abzusichern.
Die Anweisungen bestehen dabei üblicherweise aus einer Aktion, also der tatsächlich umzusetzenden Handlung, und einer Diskussion, welche die Hintergründe der Anweisung erläutert. Dies unterscheidet sich zum Beispiel vom in Deutschland verbreiteten Ansatz der IT-Grundschutz-Kataloge, bei denen vereinfacht dargestellt erst die Umgebung des Systems identifiziert und aus der Situation heraus die Bedrohungen und damit die notwendigen Maßnahmen für das jeweilige System evaluiert werden.

## Partner
Das CIS arbeitet mit verschiedenen Firmen und Partnerorganisationen zusammen. Dabei sind System- oder Softwarehersteller wie Microsoft oder Amazon Web Services aber auch Organisationen wie Nonprofit Cyber oder Global Cyber Alliance.